# Чемпионат Аргентины по футболу 2022
Профессиональная лига 2022 (исп. Campeonato de Primera División «Torneo Binance 2022») — 93-й профессиональный чемпионат Аргентины по футболу с момента его основания.
По итогам предыдущего сезона лигу, в связи с её расширением до 28-ти клубов, никто не покинул. Двумя новыми участниками соревнования стали «Тигре» (победитель Примеры Насьональ 2021) и «Барракас Сентраль», занявший 1-е место в зоне B Примеры Насьональ и победивший в сокращённом турнире из 7-ми команд за вторую путёвку в Профессиональную лигу.

## Команды
| Команда            | Город                     | Стадион                                                                                      | Вместимость         | Тренер |
| ------------------ | ------------------------- | -------------------------------------------------------------------------------------------- | ------------------- | --- |
| Ривер Плейт        | Буэнос-Айрес              | Антонио Веспучо Либерти (Монумента́ль)                                                        | 72 054              | Марсело Гальярдо |
| Дефенса и Хустисия | Гобернадор-Хулио-А. Коста | Норберто Томаэльо                                                                            | 20 000              | Себастьян Беккасесе |
| Тальерес           | Кордова                   | Марио Альберто Кемпес (Шато́-Карре́рас)                                                        | 57 000              | Педро Кайшинья |
| Бока Хуниорс       | Буэнос-Айрес              | Альберто Хосе Армандо (Бомбоне́ра)                                                            | 54 000              | Себастьян Батталья (до 6 тура) Уго Ибарра (и. о.) (с 7 тура)                                                                          |
| Велес Сарсфилд     | Буэнос-Айрес              | Хосе Амальфитани (Форти́н)                                                                    | 49 540              | Александер Медина |
| Эстудиантес        | Ла-Плата                  | Хорхе Луис Хирши                                                                             | 32 530              | Рикардо Сьелински |
| Колон              | Санта-Фе                  | Бригадный генерал Эстанислао Лопес (Сементэ́рио де лос Элефа́нтес)                             | 40 000              | Хулио Сесар Фальсьони (до 6 тура) Адриан Марини (и. о.) (7 тур) Серхио Рондина (с 8 тура)                                             |
| Уракан             | Буэнос-Айрес              | Томас Адольфо Дуко (Пала́сио)                                                                 | 48 314              | Диего Дабове |
| Индепендьенте      | Авельянеда                | Либертадорес де Америка (До́бле Висе́ра) Сьюдад-де-Висенте-Лопес (Флорида)                     | 49 592 34 530       | Эдуардо Домингес (до 7 тура) Клаудио Граф (и. о.) (8—10 туры) Хуан Хосе Серрисуэла (и. о.) (11 тур) Хулио Сесар Фальсьони (с 12 тура) |
| Ланус              | Ланус                     | Сьюдад-де-Ланус — Нестор Диас Перес (Фортале́са)                                              | 47 027              | Хорхе Альмирон (до 6 тура) Родриго Акоста (и. о.) (7—10 туры) Франк Дарио Куделька (с 11 тура)                                        |
| Химнасия и Эсгрима | Ла-Плата                  | Хуан Кармело Серильо (Бо́ске)                                                                 | 21 500              | Нестор Горосито |
| Унион              | Санта-Фе                  | 15 апреля                                                                                    | 30 000              | Густаво Мунуа |
| Альдосиви          | Мар-дель-Плата            | Хосе Мария Минелья                                                                           | 35 180              | Фавио Фернандес (и. о.) (1 тур) Диего Вильяр (и. о.) (2—5 туры) Леандро Сомоса (с 6 тура)                                             |
| Архентинос Хуниорс | Буэнос-Айрес              | Диего Армандо Марадона (Тифо́н ди Бояка́)                                                      | 26 000              | Габриэль Милито |
| Расинг             | Авельянеда                | Президент Перон (Сили́ндро)                                                                   | 51 000              | Фернандо Гаго |
| Росарио Сентраль   | Росарио                   | Хиганте де Арройито (Докто́р Лиса́ндро де ла То́рре)                                            | 41 465              | Леандро Сомоса (до 2 тура) Херман Риварола (и. о.) (3—4 туры) Карлос Тевес (с 5 тура)                                                 |
| Годой-Крус         | Годой-Крус                | Фелисиано Гамбарте (Бодэ́га) Мальвинас Архентинас (Мендоса)                                   | 15 000 42 500       | Фавио Орси и Серхио Гомес |
| Платенсе           | Флорида                   | Сьюдад-де-Висенте-Лопес                                                                      | 34 530              | Омар Де Фелиппе |
| Ньюэллс Олд Бойз   | Росарио                   | Марсело Бьельса (Коло́со-дель-Па́рке)                                                          | 42 000              | Хавьер Сангинетти |
| Банфилд            | Банфилд                   | Флоренсио Сола (Ле́нчо)                                                                       | 34 900              | Клаудио Вивас |
| Сан-Лоренсо        | Буэнос-Айрес              | Педро Бидегайн (Нуэ́во Гасо́метро)                                                             | 47 964              | Рубен Дарио Инсуа |
| Сентраль Кордова   | Сантьяго-дель-Эстеро      | Унико Мадре де Сьюдадес Альфредо Террера                                                     | 30 000 18 500       | Серхио Рондина (до 6 тура) Адриан Адровер (и. о.) (7—9 туры) Абель Бальбо (с 10 тура)                                                 |
| Патронато          | Парана                    | Пресвитер Бартоломе Грелья                                                                   | 22 000              | Факундо Сава |
| Сармьенто          | Хунин                     | Эва Перон                                                                                    | 23 000              | Исраэль Дамонте |
| Атлетико Тукуман   | Сан-Мигель-де-Тукуман     | Монументаль Хосе Фьерро (Гран Ста́диум)                                                       | 35 200              | Лукас Пусинери |
| Арсенал            | Саранди                   | Хулио Умберто Грондона (Виаду́кто)                                                            | 16 300              | Леонардо Маделон |
| Тигре              | Виктория                  | Хосе Дельяхьованна (Колисэ́о)                                                                 | 26 282              | Диего Мартинес |
| Барракас Сентраль  | Буэнос-Айрес              | Сьюдад-де-Ланус — Нестор Диас Перес (Фортале́са) (Ланус) Ислас Мальвинас Клаудио «Чики» Тапиа | 47 027 21 500 4 400 | Альфредо Берти (до 9 тура) Серхио Рамос (и. о.) (с 10 тура)                                                                           |

## Турнирная таблица
| Чемпион Аргентины 2022  |
| ----------------------- |
| Бока Хуниорс В 29-й раз |

### Лидеры чемпионата
| Туры | Туры | Туры | Туры | Туры | Туры | Туры | Туры | Туры | Туры | Туры | Туры | Туры | Туры | Туры | Туры | Туры | Туры | Туры | Туры | Туры | Туры | Туры | Туры | Туры | Туры | Туры |
| ---- | ---- | ---- | ---- | ---- | ---- | ---- | ---- | ---- | ---- | ---- | ---- | ---- | ---- | ---- | ---- | ---- | ---- | ---- | ---- | ---- | ---- | ---- | ---- | ---- | ---- | ---- |
| 1    | 2    | 3    | 4    | 5    | 6    | 7    | 8    | 9    | 10   | 11   | 12   | 13   | 14   | 15   | 16   | 17   | 18   | 19   | 20   | 21   | 22   | 23   | 24   | 25   | 26   | 27   |
| РАС  | ПЛА  | ЭСТ  | НОБ  | НОБ  | ХИЭ  | НОБ  | ГОД  | АРГ  | АТТ  | АТТ  | АТТ  | АТТ  | АТТ  | АТТ  | АТТ  | АТТ  | АТТ  | ХИЭ  | АТТ  | АТТ  | БОК  | АТТ  | БОК  | БОК  | БОК  | БОК  |